# Parafia Trójcy Świętej w Lawrence
Parafia Trójcy Świętej w Lawrence (ang. Holy Trinity Parish) – parafia rzymskokatolicka położona w Lawrence w stanie Massachusetts w Stanach Zjednoczonych.
Była jedną z wielu etnicznych, polonijnych parafii rzymskokatolickich w Nowej Anglii z mszą św. w j. polskim dla polskich imigrantów.
Ustanowiona w 1905 roku i zamknięta 1 listopada 2004 roku.